# Ágnes Szabó
Ágnes Szabó es una deportista húngara que compitió en piragüismo en las modalidades de aguas tranquilas y maratón. Ganó dos medallas de bronce en el Campeonato Europeo de Piragüismo de 2001, en las pruebas de K2 1000 m y K4 1000 m.
En la modalidad de maratón obtuvo una medalla de bronce en el Campeonato Mundial de 2006, en la prueba de K2.

## Palmarés internacional

### Piragüismo en aguas tranquilas
| Campeonato Europeo | Campeonato Europeo | Campeonato Europeo | Campeonato Europeo |
| Año                | Lugar              | Medalla            | Competición        |
| ------------------ | ------------------ | ------------------ | ------------------ |
| 2001               | Milán (Italia)     | Medalla de bronce  | K2 1000 m          |
| 2001               | Milán (Italia)     | Medalla de bronce  | K4 1000 m          |

### Piragüismo en maratón
| Campeonato Mundial | Campeonato Mundial | Campeonato Mundial | Campeonato Mundial |
| Año                | Lugar              | Medalla            | Competición        |
| ------------------ | ------------------ | ------------------ | ------------------ |
| 2006               | Trémolat (Francia) | Medalla de bronce  | K2                 |